# Anna Maria Schuller
Anna Maria Schuller (* 1984 in Nürnberg) ist eine deutsche Sängerin und Komponistin, Gesangspädagogin und Chorleiterin im Bereich Jazz / Pop.

## Leben und Wirken
Aufgewachsen in der fränkischen Schweiz nahe Nürnberg begann Schuller ein Jazzgesang-Studium an der Hochschule für Musik in Würzburg, welches sie am Conservatorium van Amsterdam fortsetzte und 2010 abschloss. Von 2007 bis 2009 war sie Ensemblesängerin und Solistin im Bundesjazzorchester unter Leitung von Bill Dobbins, Ed Partyka, Jiggs Wigham und Mike Herting.
Mit ihrem Amsterdamer Anna-Maria Schuller-Quartet (Christian Pabst, Joao Hasselberg, Andreas Klein) tourte sie 2009 und 2010 durch Deutschland und die Niederlande und spielte u. a. auf der Jazzahead in Bremen sowie dem Bundesweiten Jazznachwuchsfestival in Leipzig.
Seit 2010 lebt und arbeitet Schuller als freischaffende Musikerin in Köln. Dort gründete sie die Band Ana Mai (Stefan Karl Schmidt, Philipp Brämswig, Benjamin Garcia, Oliver Rehmann), mit der sie 2013 ihre Debüt-CD „Blossom“ bei Neuklang Records veröffentlichte. 2012 erarbeitete sie mit der Choreographin Romy Schwarzer das Programm „Raumsinn trifft Lichtzeit“, das sich mit der Fusion aus Zeitgenössischem Tanz, Stimme und Performance beschäftigte und u. a. auf der Tanzwoche Dresden zu sehen war.
2018–2019 übernahm Schuller die Musikalische Leitung des Songrise Jazzchor Erftstadt („Meisterchor“ im Chorverbandes NRW) und absolvierte parallel einen B-Schein im Fach Jazz- und Popchorleitung an der Bundesakademie Wolfenbüttel.
Seit 2021 lehrt sie an der Hochschule für Musik und Darstellende Kunst Frankfurt Stimmbildung und Gesang Populäre Musik.
Im November 2022 veröffentlichte sie mit Anna Maria Schuller Solo "Perspectives" ihr erstes Solo-Album.

## Diskografische Hinweise
- Ana Mai: Blossom (Neuklang Records, 2013, mit Stefan Karl Schmidt, Philipp Brämswig, Matthias Akeo Nowak, Oliver Rehmann)
- Anna Maria Schuller Solo: Perspectives (MusicHub, 2022)